# Poiana, Constanța
Poiana (în trecut Cocoșul, în turcă Horozlar) este un sat ce aparține orașului Ovidiu din județul Constanța, Dobrogea, România.
Satul Poiana este situat la 6 km spre sud-vest de orașul Ovidiu. Așezarea se presupune că ar data din sec. XVII-lea, când se numea Horaslar, iar primii săi locuitori au fost frații Orzali.
În anul 1929, pe baza decretului 799, a fost redenumit din Horaslar în Cocoșu. Din 1964 se numește Poiana, deoarece este așezat într-o poiană.
Biserica „Sfântul Mare Mucenic Gheorghe” din Poiana a fost zidită în anul 1934 și a avut ca primă destinație casă de închinăciune a germanilor dobrogeni, ulterior schimbându-i-se destinația în biserică ortodoxă datorită necesității unui lăcaș de cult ortodox. Biserica, cu suprafața de 70 m2, este construită din chirpici, pe temelie de pământ, fiind acoperită cu țiglă. Este lipsită de turle. Biserica nu este pictată, însă este împodobită cu multe icoane. Catapeteasma este realizată din lemn și împodobită de două vechi icoane: Sfânta Cuvioasă Parascheva (care a fost donată de familia Aristide Jacob în anul 1922) și Sfânta Treime dăruită de familia Hristu Suslu în anul 1932, după cum este scris pe acestea.
Primul preot a fost un cleric care aparținea de biserica din Ovidiu, ulterior fiind hirotonit, pentru Parohia Poiana, preotul Pacea. Au mai slujit: Pr. Leonard Florin, iar în prezent este Pr. Petcu Eugen (din noiembrie 2014).